# Chondrohierax
A Chondrohierax a madarak osztályának vágómadár-alakúak (Accipitriformes) rendjébe, a vágómadárfélék (Accipitridae) családjába és a darázsölyvformák (Perninae) alcsaládjába tartozó nem.

## Rendszerezésük
A nemet René Primevère Lesson francia orvos és ornitológus írta le 1843-ban, az alábbi 2 faj tartozik ide:
- csigászhéja (Chondrohierax uncinatus)
- kubai csigászhéja (Chondrohierax wilsonii)